# Reprezentacja Indii na Mistrzostwach Świata w Wioślarstwie 2009
Reprezentacja Indii na Mistrzostwach Świata w Wioślarstwie 2009 liczyła 8 sportowców. Najlepszym wynikiem było 16. miejsce w czwórce bez sternika mężczyzn.

## Medale

### Złote medale
Brak

### Srebrne medale
Brak

### Brązowe medale
Brak

## Wyniki

### Konkurencje mężczyzn
- jedynka (M1x): Bajrang Lal Takhar – 19. miejsce
- jedynka wagi lekkiej (LM1x): Chand Singh – 23. miejsce
- dwójka podwójna wagi lekkiej (LM2x): Kumar Anil Mehroliya, Manjeet Singh – 18. miejsce
- czwórka bez sternika (M4-): Dharmesh Sangwan, Inderpal Siwatch, Sukhjeet Singh, Jenil Krishnan – 16. miejsce